# Kneževina Holmija
Kneževina Holmija je bio neobičan politički pustolovno-poslovni projekt crnogorskoga pustolova Nikole Vasojevića. Pokušao je osnovati između Kneževine Crne Gore i Kneževine Srbije posebnu državicu, katoličku kneževinu Holmiju odnosno Knjaževinu Vasojević kojoj bi on bio knezom (knjazom). Izazvao je diplomatsku buru na Balkanu i među velikim europskim silama. Projektom bi se stvorilo središte propagande katoličanstva protiv Rusije koja se imanentno širila na račun Osmanskog Carstva i rastao je utjecaj na Balkanu, što je valjalo opstruirati. Holmija bi ujedno bila brana ujedinjenju Crne Gore i Srbije, osobito nakon što se ocijenilo da knez Miloš ozbiljno razmišlja o tome. Osmansko Carstvo je prosvjedovalo kod Vatikana, prosvjed je poduprijela Engleska koja nije željela komplikacije, u Rimu su Vasojevića smatrali turskim, u Ateni ruskim pa engleskim agentom, Vatikan ga je smatrao varalicom i cijeli projekt sumnjivim. Tek je nešto poljska vlada u izbjeglištvu ozbiljnije ga shvatila. Prema dosad poznatom, vrlo ozbiljno prišli su njegovu projektu stvaranja nove slavenske države. Ime Holmija je prema Vasojevićevoj tvrdnji da se vasojevićka plemena po planini Komu nazivaju Holmija (=Brda), što po svemu sudeći izvodi riječ holm iz tumačenja crkveno-slavenskog ruskog jezika, gdje je holm isto što i hum - uzvisina na ravnici, brdo ili planina. Knjaz Kneževine Vasojevića i vođa poljskih emigranata knez Czartoryski sklopili su u Parizu tajni sporazum o međusobnoj vojnoj pomoći ljudstvom, oružjem, financijski, za borbu za poljsko oslobođenje, odnosno Holmija na širenju unijatstva.